# Mignoni Henryka III Walezego
Mignoni Henryka III Walezego – grupa osobistych dworzan króla Henryka III, pełniąca rolę jego gwardii przybocznej i jednocześnie stronnictwa politycznego.

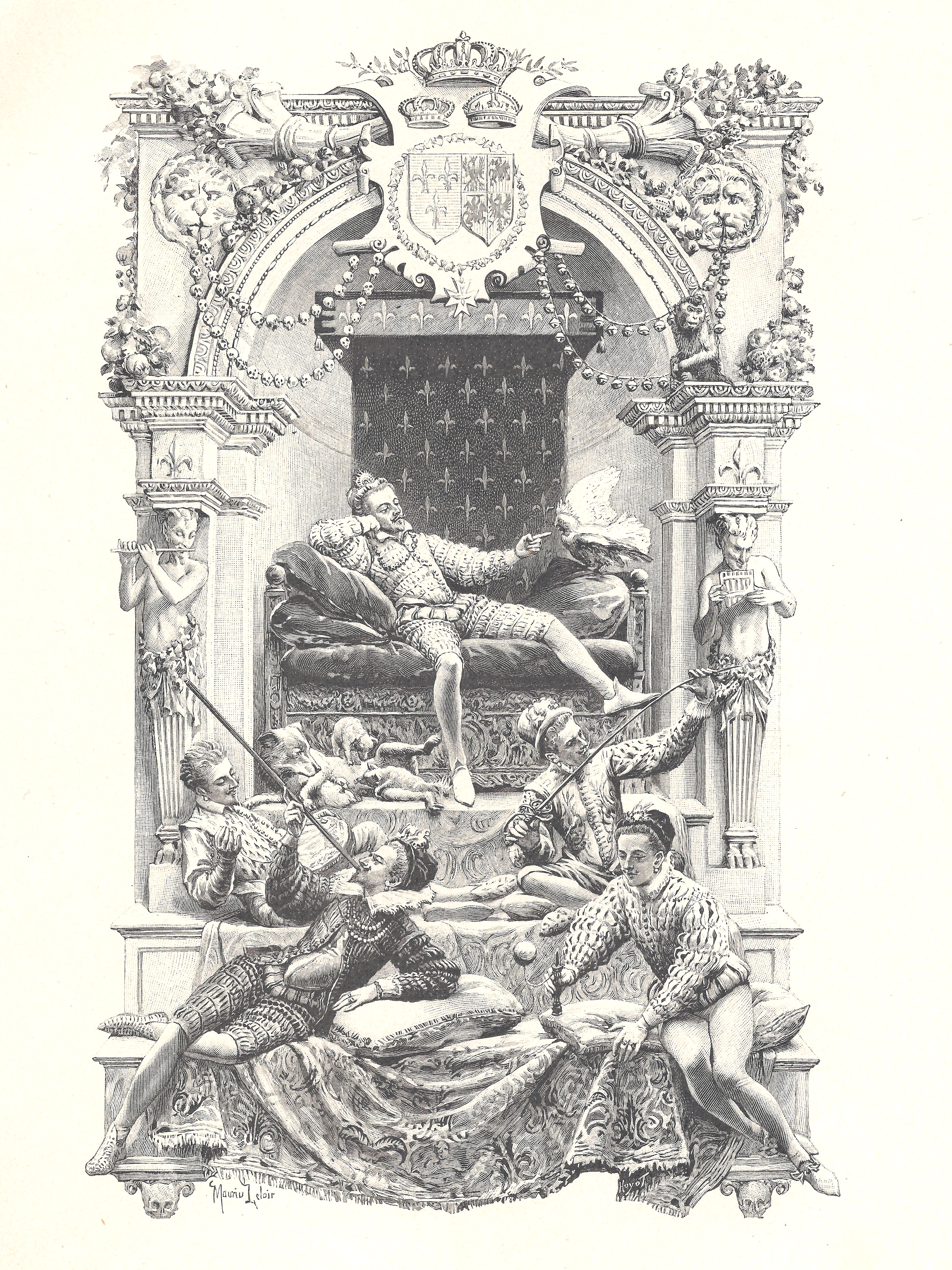
Król Henryk III i jego mignoni.

## Charakterystyka mignonów
Obejmując władzę królewską Henryk III był całkowicie osamotniony. Otaczali go ludzie jego matki, którym nie ufał. Zamierzał więc stworzyć grupę oddanych sobie i wiernych towarzyszy, którzy byliby dla niego oparciem przeciw intrygom dworskim i intrygom rodzeństwa.
Podobne formacje mieli i inni książęta ówczesnej Francji, bywający na dworze królewskim: Henryk de Guise, Franciszek d’Alençon, Henryk nawarski. Tworzyli je silni, dobrze zbudowani i wysportowani młodzieńcy, pełniący funkcję osobistej ochrony swego chlebodawcy. Pochodzili przeważnie z ubogiej szlachty, wszystko więc zawdzięczali swemu dobroczyńcy, pod jego okiem przechodzili szkołę życia dworskiego i politycznego, a niektórzy z nich mieli zajść wysoko.
Nie byli lubiani. Zuchwali i zaczepni, w burdach ulicznych odreagowywali konieczność bycia posłusznym wobec władcy. Byli jego ulubieńcami. Wszystko im było wolno. Dlatego szybko nazwano ich mignonami - pieszczochami, Złe języki pomawiały ich o wszelkie złe skłonności, w tym o “włoskie obyczaje”, jak określano wówczas we Francji homoseksualizm.
Mignoni nosili się po kobiecemu: długie, fryzowane włosy zawijali ponad aksamitnymi berecikami, wkładali damskie, płócienne koszule z nakrochmalonymi, długimi na pół stopy kryzami. Stroje faworytów królewskich były bezlitośnie wyśmiewane. Stały się też główną przyczyną pomawiania mignonów o homoseksualizm, choć mogą być uznane co najwyżej za przejaw łagodnego transwestytyzmu. Wydaje się raczej, że nieco znudzone i szukające sensacyjnych rozrywek towarzystwo, przejawiało skłonności do podejmowania działań z pogranicza tego co akceptowane. Żywe zamiłowanie do skandalu, do podejrzanych przebieranek, miały zadziwić świat, były wyrazem młodzieńczego protestu, wyzwaniem i prowokacją.

## Losy formacji
Początki mignonów łączą się objęciem przez Henryka w 1567 roku władzy nad księstwem andegaweńskm. Przydzielony młodemu księciu jako wychowawca, René de Villequier, otoczył go wówczas grupą rówieśników, mocnych, wyrośniętych i wygimnastykowanych, lecz ustępujących Henrykowi intelektem. Na ich czele postawił starszego o kilka lat zabijakę Ludwika Beranger, pana du Gast, który rychło stał się najbliższym przyjacielem i powiernikiem księcia. Do tej pierwszej grupy należeli Jacques de Levis, hrabia Caylus albo Quelus, Franciszek d’Epinay pan de Saint-Luc i Franciszek d’O pan de Fresnes, wyrachowany Normandczyk. Później dołączyli do nich następni, wśród których do największego znaczenia mieli dojść Anne d’Arques, późniejszy książę de Joyeuse i Jean-Louis de Nogaret de la Valette, który został księciem d’Epernon. Niektórzy odeszli. Bussy d’Amboise zdradził króla i przeszedł na służbę do jego brata Franciszka d’Alençon.

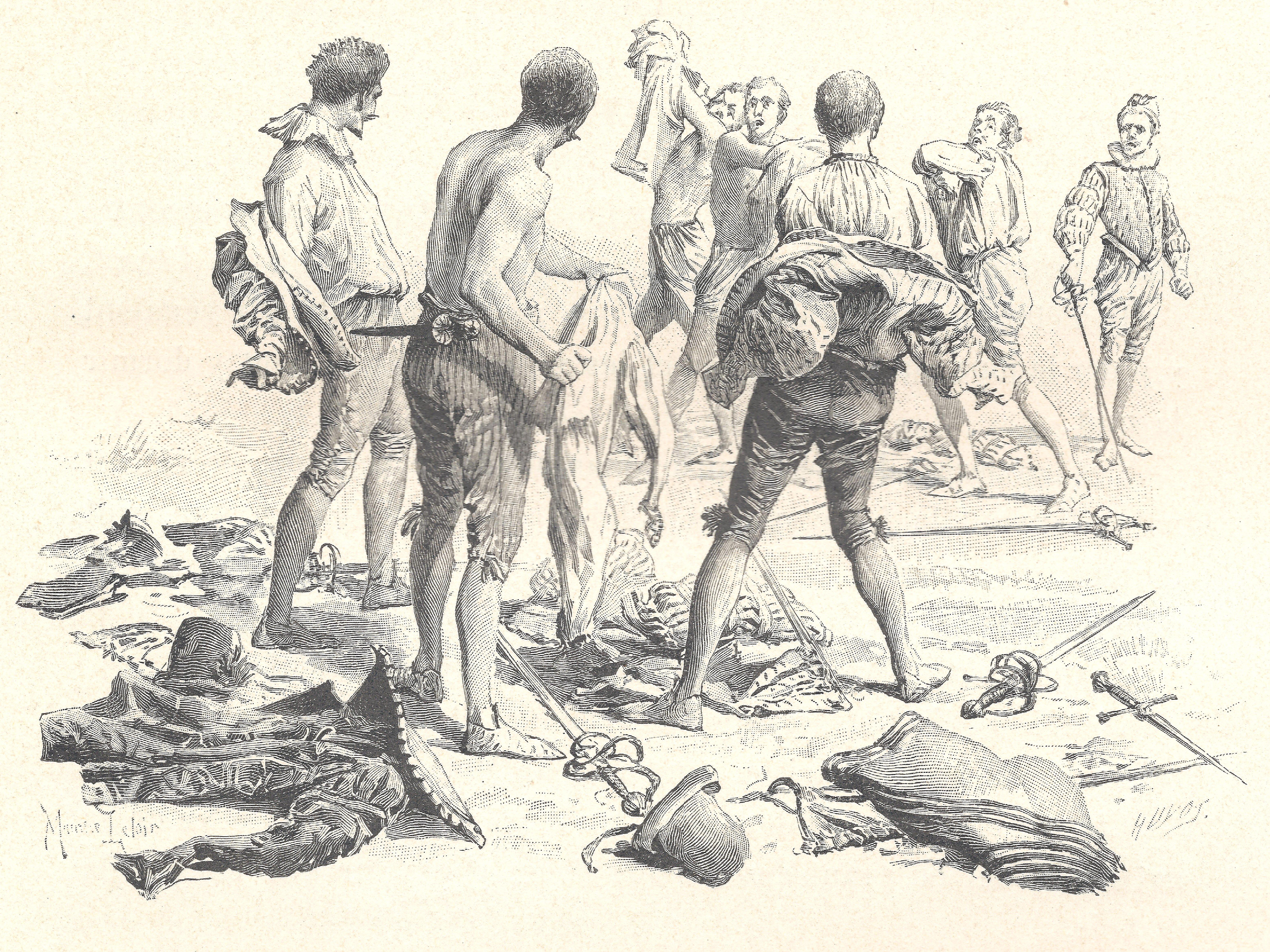
Pojedynek mignonów z ludźmi Henryka de Guise.

Dopóki grupie przewodził Du Gast, potrafił utrzymać całe towarzystwo w garści. Starszy od Henryka III, umiał mu wytknąć w cztery oczy popełnione błędy, udzielać rad czy pouczeń, wdzięcznie przez króla przyjmowanych. Na zewnątrz jednak odnosił się do swego monarchy z największym uszanowaniem. Nie uznawał nad sobą niczyjej władzy. Oświadczył, że na rozkaz swego pana gotów jest podnieść rękę na Franciszka d’Alençon. Przy spotkaniu z Franciszkiem udał, że go nie poznaje, żeby mu się nie kłaniać. Królową Nawarry, siostrę królewską nazwał “królową kurw”. Brał udział w licznych intrygach dworskich, zastawił zasadzkę na de Bussy’ego, z której ten uszedł niemal bez szwanku i jeszcze bardziej się rozzuchwalił. Kiedy Du Gast zachorował, ukrył przed wszystkimi miejsce swego pobytu. Wyśledzono go jednak. 31 października 1575 roku kilku zamaskowanych ludzi wtargnęło do mieszkania przy Rue Saint-Honoré i zamordowało chorego i jego sługi. Konając Du Gast zdołał jeszcze podać nazwisko domniemanego zabójcy, barona Vitteaux. Barona chroniło ramię Franciszka d’Alençon, a że królowa matka nie poparła króla, baron został przed sądem uniewinniony. Śmierć Du Gasta i uniewinnienie jego domniemanego zabójcy pogłębiły jeszcze nieufność królewską. Powoli i systematycznie zaczął wtedy rozbudowywać “zastęp sług wiernych, posłusznych i godnych zaufania”.
Bójki i burdy jeszcze się wzmogły, gdy książę Franciszek pogodził się z królewskim bratem i powrócił do Luwru. Faworyci obydwu braci: Bussy i Quelus prowokowali się nieustannie. Ponieważ Henryk wyraźnie faworyzował swego ulubieńca, obrażony Franciszek po raz kolejny uciekł z dworu. Waśnie jednak się nie skończyły. Miejsce faworytów Franciszka d’Alençon zajęli stronnicy Henryka de Guise. Tak doszło do sławnego pojedynku mignonów z ludźmi Gwizjusza, w niedzielę 7 kwietnia 1578 roku, do którego stanęli z jednej strony Quelus, Ludwik de Maugiron i młody Schomberg, z drugiej zaś Charles de Balzac d’Etranques, wicehrabia de Riberac i Livarrot, dawniej mignon Henryka, który zmienił barwy. W zaciętej walce zginęli Maugiron i Schomberg, Riberac zmarł następnego dnia, Livarot z trudem wrócił do życia, Quelus zaś został zwyciężony i potwornie pokiereszowany przez Karola d’Etranques. Henryk kazał zamknąć łańcuchami ulicę Saint-Antoine, by tętent końskich kopyt i łoskot powozów nie szkodziły choremu. Dawał 1000 franków lekarzom, jeśli uratują przyjaciela, sam usługiwał przy jego łóżku. Po 33 dniach męczarni Quelus jednak zmarł. Henryk szalał z rozpaczy. Całował zwłoki przyjaciół: Quelusa i Maugirona, kazał im zbudować wspaniały grobowiec i urządził książęcy pogrzeb.
Po śmierci Quelusa sądzono, że jego miejsce zajmie Saint-Luc. Za poradą żony próbował on odwieść króla od awantur miłosnych. Sporządził skórzany miech i umieścił go w obiciach królewskiego łoża, tak że mógł w nocy gromić króla i ostrzegać go przed sądem Bożym, jeśli trybu życia nie zmieni. Sam też opowiedział królowi całkiem podobny sen. Zabobonny król może by się i przejął tym podwójnym cudem, gdyby Anne d’Arques, niebacznie dopuszczony do tajemnicy, nie wydał jej monarsze. Saint-Luc popadł w niełaskę za próbę pouczania króla i został wygnany z dworu. Aby odzyskać łaski królewskie próbował niespodziewanie zająć La Rochelle, ale poniósł porażkę i tylko skompromitował politykę królewską. Król kazał aresztować jego żonę, skonfiskować papiery i kufry. Dawny faworyt musiał się ratować ucieczką. Jego miejsce zajął Anne d’Arques, mianowany wkrótce księciem de Joyeuse.
Do mignonów należał również Petru Cercel - Piotr Kolczyk, dzięki staraniom Henryka mianowany w 1583 roku przez sułtana hospodarem wołoskim. Wygnany przez bojarów, wrócił do Francji, wysłany raz jeszcze do Stambułu został zamordowany przez Turków i utopiony w Bosforze.
Miejsce “mignonów łóżkowych” - jak ich nazywała siostra Henryka, Małgorzata - zajęli z czasem “mignoni polityczni”: Joyeuse, d’Epernon, nowi realizatorzy polityki królewskiej.